# Hans Jakob
Hans Jakob Notz (Heidelberg, 15 dicembre 1891 – Ginevra, 1967) è stato un esperantista tedesco naturalizzato svizzero.
Il suo vero nome era Franz.
Studente di commercio, Jakob si trasferì dalla natia Aidelberga a Ginevra nel 1912, per proseguire gli studi. Qui sarebbe rimasto per il resto della sua vita.
A Ginevra Jakob iniziò a ricoprire diversi incarichi in seno all'Associazione universale esperanto, cui era iscritto già dal 1909. Nel 1934 si dimise dalla carica di direttore dell'associazione, e iniziò a svolgere diversi lavori; trovò infine posto in un ufficio della federazione svizzera per le pensioni, dove lavorò fino al pensionamento.
Sposato due volte, ebbe una figlia. Fu membro del Partito Socialista Svizzero.

## Jakob e l'esperanto
Nel 1920 Jakob divenne direttore dell'ufficio centrale dell'UEA; si occupò della pubblicazione degli Jarlibroj e della rivista Esperanto. Divenne direttore generale dell'Associazione universale esperanto nel 1924, e lasciò la carica solo nel 1934, come forma di protesta, durante il Congresso universale di esperanto di Stoccolma.
Dal 1936, quando l'associazione si divise in due branche (con sedi a Ginevra e Londra), tornò direttore e redattore per conto dell'associazione ginevrina. Dopo che nel 1947 le due associazioni furono rifondate, entrò nel consiglio direttivo della rinata UEA e ricominciò ad occuparsi della rivista. Nel 1955 lasciò tutti gli incarichi per protesta, ma ricevette il titolo di "redattore onorario".
Nel 1960 il consiglio direttivo dell'UEA apprese che Jakob si era appropriato indebitamente di alcune somme di denaro spettanti all'associazione; ne seguì un procedimento giudiziario che durò diversi anni. Alla morte di Jakob, nel 1967, l'UEA ricevette parte della sua eredità.

## Opere
- Universala Esperanto-Asocio 1908-1933: Historia skizo, Ginevra, 1934
- Servisto de l'ideo: 50 jaroj cxe Universala Esperanto-Asocio / 1908 - 1958; storia dell'UEA con forti tratti autobiografici, redatta da Mark Fettes ed edita dalla Flandra Esperanto-Ligo nel 1995.
- Jakob contribuì inoltre alla Enciklopedio de Esperanto del 1934, sotto lo pseudonimo di "George Agricola".